# 린처 토르테
린처토르테(독일어: Linzer Torte)는 오스트리아의 토르테로 격자무늬 장식을 한 페이스트리의 한 종류이며, 오스트리아의 린츠에서 이름을 따왔다.
린처토르테는 밀가루, 무염 버터, 계란 노른자, 레몬 제스트, 계피, 레몬즙으로 만들고 아주 바삭하다. 보통 헤이즐넛을 갈아 넣지만 이따금 호두나 아몬드를 사용하기도 한다. 붉은 건포도잼이나 자두잼, 걸죽한 라즈베리, 살구잼으로 속을 채운 후 얅은 반죽을 격자무늬로 덮어 굽는다. 반죽은 구울 때 계란 흰자로 칠해 색을 띄게 하고 아몬드 슬라이스로 장식한다. 린처토르테는 오스트리아, 스위스, 독일, 헝가리에서 크리스마스 시즌에 많이 먹는다.
북미의 제과점에서는 작은 타르트나 쿠키 형태로 만들어진다. 린처 사브레 역시 쿠키 크기의 작은 버전으로 같은 반죽을 동그란 모양으로 잘라 잼으로 채우고 도넛 모양의 반죽을 덮어 아이싱 슈가로 장식한 과자이다. 오스트리아의 다른 명과로는 세계적으로 인기있는 자허토르테가 있다.

## 참고 문헌
- Marshall Faye: Now that's a Linzertorte. Stowe, Vt. 2007, ISBN 978-0-9747872-0-6.